# Wiener Sport-Club
El Wiener Sport-Club, conocido simplemente como WSC, es un club deportivo austriaco de la ciudad de Viena. Es principalmente conocido por su equipo de fútbol, que juega en la Liga Regional de Austria, la tercera liga de fútbol más importante del país.
Fue fundado en el año 1883 en la capital Viena. Es uno de los equipos más viejos del país. Destaca también en otras disciplinas como esgrima, boxeo, lucha, ciclismo, balonmano, atletismo, hockey sobre hierba, waterpolo y tenis. Ha sido campeón de la Bundesliga en tres ocasiones y ha ganado una Copa en ocho finales jugadas.
A nivel internacional ha participado en diez torneos continentales, donde nunca ha podido superar la ronda de cuartos de final.
En el año 1958 obtuvo una histórica goleada sobre la Juventus por 7-0 por la que pasó a los octavos de final de la Copa de Europa de ese año.

## Palmarés
- Bundesliga: 3

1921/22, 1957/58, 1958/59
- Copa de Austria: 1

1922/23
- - Finalista: 7

1918/19, 1920/21, 1936/37, 1937/38, 1968/69, 1971/72, 1976/77

## Participación en competiciones de la UEFA
- Liga de Campeones de la UEFA: 2 apariciones

1958/59 - Cuartos de final
1959/60 - Cuartos de final
- Copa UEFA: 8 apariciones

| 1964/65 - Segunda Ronda 1965/66 - Segunda Ronda 1966/67 - Primera Ronda | 1967/68 - Primera Ronda 1968/69 - Primera Ronda 1969/70 - Primera Ronda | 1970/71 - Primera Ronda 1979/80 - Primera Ronda |

### Resultados
| Temporada | Competición    | Ronda   | Club                     | Cómputo global | Ida     | Vuelta    |
| --------- | -------------- | ------- | ------------------------ | -------------- | ------- | --------- |
| 1955      | Copa Mitropa   | 1/4     | Honvéd Budapest          | 6-10           | 2-5 (F) | 4-5 (C)   |
| 1958/59   | Copa de Europa | Q       | Juventus FC              | 8-3            | 1-3 (F) | 7-0 (C)   |
|           |                | 1/8     | Dukla Praga              | 3-2            | 3-1 (C) | 0-1 (F)   |
|           |                | 1/4     | Real Madrid CF           | 1-7            | 0-0 (C) | 1-7 (F)   |
| 1959      | Copa Mitropa   | 1/4     | Honvéd Budapest          | 2-8            | 2-1 (C) | 0-7 (F)   |
| 1959/60   | Copa de Europa | Q       | Petrolul Ploiești        | 2-1            | 0-0 (C) | 2-1 (F)   |
|           |                | 1/8     | B 1909 Odense            | 5-2            | 3-0 (F) | 2-2 (C)   |
|           |                | 1/4     | Eintracht Frankfurt      | 2-3            | 1-2 (F) | 1-1 (C)   |
| 1960      | Copa Mitropa   | Groep   | Dukla Praga              | 3-3            | 2-1 (C) | 1-2 (F)   |
| 1964/65   | Copa de Ferias | 1R      | SC Leipzig               | 3-1            | 2-1 (C) | 1-0 (F)   |
|           |                | 2R      | Ferencvárosi TC          | 2-2 BW 0-2 (U) | 1-0 (C) | 1-2 (F)   |
| 1965/66   | Copa de Ferias | 1R      | PAOK Salónica            | 7-2            | 1-2 (F) | 6-0 (C)   |
|           |                | 2R      | Chelsea FC               | 1-2            | 1-0 (C) | 0-2 (F)   |
| 1966      | Copa Mitropa   | 1R      | FK Sarajevo              | 4-2            | 1-2 (F) | 3-0 (C)   |
|           |                | 2R      | Slavia Praga             | 6-5            | 1-4 (F) | 5-1 (C)   |
|           |                | 1/2     | Jednota Trenčín          | 2-4            | 2-4     | < Livorno |
|           |                | 3/4 pl. | Vasas Budapest           | 3-4            | 3-4     | < Pisa    |
| 1966/67   | Copa de Ferias | 1R      | SSC Napoli               | 2-5            | 1-2 (C) | 1-3 (F)   |
| 1967/68   | Copa de Ferias | 1R      | Atlético Madrid          | 3-7            | 2-5 (C) | 1-2 (F)   |
| 1968      | Copa Mitropa   | 1/8     | Újpest Dósza             | 2-7            | 1-6 (F) | 1-1 (C)   |
| 1968/69   | Copa de Ferias | 1R      | Slavia Praga             | 1-5            | 1-0 (C) | 0-5 (F)   |
| 1969      | Copa Mitropa   | 1/8     | Cagliari Calcio          | 2-2 u          | 1-0 (C) | 1-2 (F)   |
|           |                | 1/4     | Sklo Union Teplice       | 1-3            | 1-1 (C) | 0-2 (F)   |
| 1969/70   | Copa de Ferias | 1R      | Ruch Chorzów             | 5-6            | 4-2 (C) | 1-4 (F)   |
| 1970/71   | Copa de Ferias | 1R      | KSK Beveren              | 0-5            | 0-2 (C) | 0-3 (F)   |
| 1979/80   | UEFA Cup       | 1R      | CS Universitatea Craiova | 1-3            | 0-0 (C) | 1-3 (F)   |

## El Equipo en la Estructura del Fútbol Alemán
- DFB Pokal: 2 apariciones

1937/38 - Semifinales
1939/40 - Cuartos de final

## Jugadores destacados
- Eric Barber
- Erich Hof
- Lorin Avadanei
- Finn Laudrup
- Julius Emanche
- Horst Blankenburg
- Lothar Ulsaß

## Entrenadores destacados
- Antoni Brzeżańczyk
- Slobodan Batricevic

## Plantilla 2020/21
- = Lesionado de larga duración